# Inocybe ambigua
Inocybe ambigua är en svampart som tillhör divisionen basidiesvampar, och som beskrevs av Henri Romagnesi. Inocybe ambigua ingår i släktet Inocybe, och familjen Crepidotaceae. Arten är reproducerande i Sverige.